# 미스체인지
《미스체인지》는 2013년에 개봉한 대한민국의 영화이다.

## 캐스팅
- 이수정 : 여자 역
- 송삼동 : 이제칠 역
- 정은우 : 현구 역
- 신유주 : 수현 역
- 유일한 : 도사 역
- 진용욱 : 사무장 역
- 남문철 : 만석 역
- 이창주 : 킹카 역